# Praça Raul Soares
A Praça Raul Soares é uma das principais praças de Belo Horizonte. Construída em estilo francês, está situada na confluência de quatro importantes avenidas: Olegário Maciel, Augusto de Lima, Amazonas e Bias Fortes.  A praça recebe esse nome em homenagem ao ex-presidente de Minas Gerais, Raul Soares de Moura. 
- Ao longo da história da cidade, houve uma gradual desvalorização do espaço urbano ao redor da praça, especialmente em função da insegurança e criminalidade noturnos. Entretanto, em 2008, passou por reformas de revitalização que foram aprovadas por meio do programa Orçamento Participativo da prefeitura e chegaram a custar 2 milhões e 600 mil reais.[1] Foram instalados novos bancos, sistema de iluminação noturna, e reforma da fonte central, a qual passou a tocar música erudita em horários determinados. [2]

Foram revitalizados os canteiros e os passeios, instalados novos bancos, bebedouros e fonte. O projeto visou a dar mais segurança e acessibilidade ao fluxo de pedestres. Para isso, foram feitas intervenções paisagísticas, na iluminação, nos passeios, além da despoluição visual. Árvores comprometidas foram substituídas, postes de iluminação foram redimensionados, bancas e lixeiras, além de publicidades, foram retiradas e adaptadas de acordo com o Código de Posturas do município. Os passeios receberam calçamento adequado para fácil acesso, principalmente de deficientes físicos e visuais. 
A Praça Raul Soares é tombada pelo Instituto Estadual do Patrimônio Histórico e Artístico de Minas Gerais desde 1988.